# Denied
Denied je kanadský hraný film z roku 2004, který režíroval David Paul Scott podle vlastního scénáře.

## Děj
Troy je bývalý kapitán středoškolského fotbalového týmu a školní sportovní hvězda. Žije na malém městě v domě, kam se k němu přistěhoval jeho bývalý spolužák Merrick. Troy před okolím tají, že je gay. Je zamilovaný do Merricka, kterého navštěvuje v noci v ložnici. Jejich fyzický kontakt však pro Merricka nic neznamená, má přítelkyni Stacey. Merrickův postoj je pro Troye frustrující, proto se rozhodne z města odstěhovat do Toronta.

## Obsazení
| Lee Rumohr       | Troy    |
| Matt Sadowski    | Merrick |
| Matthew Finlason | Fowler  |
| Sarah Kanter     | Stacey  |
| Nathalie Toriel  | Donna   |
| Stefan Brogren   | Donald  |
| Christina Sicoli | Demi    |